# أنتوني إم. يونغ
أنتوني إم. يونغ (بالإنجليزية: Anthony M. Young)‏ هو عالم نبات أسترالي، ولد في 1943.